# The Neon Handshake
The Neon Handshake è l'album d'esordio del gruppo post-hardcore britannico Hell Is for Heroes. È stato pubblicato nel 2003 sia in formato CD che in vinile, quest'ultimo di colore rosso. È arrivato in 16ª posizione nella Official Albums Chart.

## Tracce
1. Five Kids Go – 3:44
2. Out of Sight – 2:33
3. Night Vision – 3:34
4. Cut Down – 3:04
5. Few Against Many – 4:02
6. Three of Clubs – 3:03
7. I Can Climb Mountains – 3:20
8. Disconnector – 3:26
9. You Drove Me to It – 3:01
10. Slow Song – 5:31
11. Sick Happy – 3:08
12. Retreat – 3:44

## Formazione
Cast musicale
- William McGonagle - chitarra
- Jamie Findlay - basso
- Joseph Birch - batteria
- Justin Schlosberg - voce
- Tom O'Donoghue - chitarra

Cast tecnico
- Magnus Lindberg - ingegnere del suono
- Miles Wilson - ingegnere del suono
- Pelle Henricsson - produzione, masterizzazione, missaggio
- Eskil Lövström - produzione, missaggio
- Tom McShane - direttore artistico, fotografia